# Sarah Goldblatt
Sarah Eva Goldblatt (* 25. Dezember 1889 in London; † 22. Mai 1975 in Kapstadt) war eine südafrikanische Autorin, Lehrerin, Dichterin und literarische Herausgeberin von C. J. Langenhovens Schriften. Sie ist die erste Frau, von der Gedichte in Afrikaans veröffentlicht wurden.

## Leben
Goldblatt wurde als ältestes von vier Kindern von David Nathan Goldblatt und Fanny Esther Smith geboren. Ihre Eltern waren deutschsprachige Juden aus Russisch-Polen, die kurz vor ihrer Geburt nach England ausgewandert waren. Sarah hatte zwei Brüder und eine Schwester, Rebecca. Ihr Bruder Israel Goldblatt wurde ein bekannter Rechtsanwalt in Namibia während der südafrikanischen Verwaltung. Ihr in Radom geborener Vater war an einer Jeschiwa ausgebildet worden, hatte aber auch eine weltliche Ausbildung in Berlin und Warschau genossen und war als ausgesprochener Sozialist und Jiddischist bekannt.
Schon als Kind lernte Goldblatt fließend Deutsch und Englisch zu sprechen. Ihre Familie wanderte 1897 nach Kapstadt aus, wo sie die St. Martini School in der Queen Victoria Street besuchte und in der kleinen Druckerei und Buchhandlung ihres Vaters half. Durch Privatunterricht in Afrikaans und Selbststudium erwarb sie das Schulabschlusszeugnis (skooleindsertifikaat) und qualifizierte sich 1911 als Grundschullehrerin am Cape Town Training College.
Sie arbeitete ein Jahr lang als Lehrerin am Cape Town Commercial College und 1912 begann sie an der Commercial Evening School in Oudtshoorn zu unterrichten. Als sie erfuhr, dass bei der von C. J. Langenhoven herausgegebenen Zeitung Het Zuid-Westen eine Stelle frei war, bewarb sie sich und trat im September 1912 in die Redaktion ein. Gemeinsam mit Langenhoven leitete sie die Zeitung bis Anfang 1915. In dieser Zeit begann eine enge Freundschaft zwischen den beiden. Goldblatt teilte bald Langenhovens Leidenschaft für Afrikaans. Der Zusammenbruch des Marktes für Federn aus der Straußenzucht und der Ausbruch des Ersten Weltkriegs beeinträchtigten das Zeitungsgeschäft, und aufgrund finanzieller Schwierigkeiten stellte Het Zuid-Westen Anfang 1915 den Betrieb ein. Goldblatt ging zurück, um an der Commercial Evening School in Oudtshoorn und im Gebiet Wynand's River im Gebiet der Oudtshoorn Local Municipality zu unterrichten. An den Wochenenden kehrte sie zurück, um Schreibarbeiten für Langenhoven zu erledigen. 
Im Januar 1916 begann sie, als Lehrerin an der Farmschule in Leeublad in der George Local Municipality zu arbeiten. Mitte 1917 kehrte sie nach Kapstadt zurück und ließ sich später in Mowbray in einem Haus nieder, das sie „Luluerai“ nannte. Von Oktober 1917 bis Mai 1918 war sie die erste Frau in der Redaktion der Afrikaans-Zeitschrift Die Burger. Gleichzeitig begann sie, als Lektorin für die Manuskripte von C. J. Langenhoven bei Die Burger und National Press zu arbeiten. Aus finanziellen Gründen musste Die Burger 1918 Personal abbauen und sie wurde entlassen, obwohl sie ein Empfehlungsschreiben des Herausgebers, Daniël François Malan, erhielt. Nach ihrer Zeit bei Die Burger war sie an der Gründung von Die Suid-Afrikaanse Nasionale Trust en Assuransie Maatskappij Beperk („Südafrikanische Nationale Treuhand- und Versicherungsgesellschaft“) beteiligt, die heute unter dem Namen Sanlam bekannt ist. 
Sie unterrichtete weiterhin Afrikaans an der Simonstad Primary School und der East Park Primary School sowie drei Schuljahre lang an der Tokai Public School, die später zur Simon van der Stel Primary School wurde. Anschließend unterrichtete sie Afrikaans im Stadtteil Retreat und ab Januar 1922 am Cape Town Training College. Ihre nächste berufliche Station war die Central Girls High School. Ab 1924 erwarb sie weitere höhere Abschlüsse, darunter die Reifeprüfung und das Higher Primary Education Diploma. Gleichzeitig absolvierte sie Kurse in Psychologie, Biologie und Zoologie und bildete sich in Deutsch und Niederländisch weiter. Von 1940 bis 1944 arbeitete sie an der Brooklyn Primary School in Kapstadt. Auch nach ihrer offiziellen Pensionierung Ende 1944 unterrichtete sie weiter an der Herschel Girls' School, bei den Christlichen Brüdern in Sea Point und am Training College for Kindergarten Teachers in Claremont. Während ihrer gesamten Laufbahn gab sie auch Privatunterricht in Afrikaans für Highschool-Schüler, Einwanderer, Diplomaten und Mitglieder des südafrikanischen Parlaments in ihrem Haus. Als Lehrerin war sie dafür bekannt, dass sie sich für die Entwicklung der Sprache Afrikaans und die Einführung dieser Sprache als Unterrichtsmedium für alle Klassen einsetzte. Sie war Mitglied der South African Education Union und Vorsitzende der Unterorganisation in der Kapprovinz. Sie gehörte zu den Gründern des Cape School Radio Service.
Nach Langenhovens Tod im Juli 1932 fungierte sie auf seinen Wunsch hin als literarische Verwalterin seines Nachlasses und verbrachte die meiste Zeit mit dessen Vermarktung. Ihre erste große Aufgabe war die Herausgabe von Versamelde Werke und gleichzeitig initiierte sie die Erhaltung von Arbeidsgenot, Langenhovens Anwesen in Oudtshoorn. Bereits 1935 hielt sie für die South African Broadcasting Corporation Radiovorträge über Langenhoven und sein Werk, und zeitlebens hielt sie immer wieder Vorträge und schrieb Artikel in Zeitungen und Zeitschriften über ihn und sein Werk. 1943 arbeitete sie als Beraterin des Produktionsteams, das für die Verfilmung von Langenhovens Donker spore verantwortlich war, obwohl dieser Film ein Misserfolg war. Außerdem organisierte sie 1973 die Hundertjahrfeier seines Geburtstages in Oudtshoorn.
Es wird vermutet, dass Goldblatt eine Beziehung mit Langenhoven hatte, dass sie 1925 ein gemeinsames Kind bekamen und dass Langenhovens Frau von der Beziehung wusste. Ihre Großnichte Dominique Malherbe beschrieb in ihren Memoiren Searching for Sarah/Op Soek Na Saartjie Einzelheiten zur Beziehung ihrer Großtante zu Langenhoven, der sie liebevoll mit ihrem Afrikaans-Spitznamen „Saartjie“ anredete.
Obwohl Elisabeth Eybers weithin als die erste auf Afrikaans veröffentlichte Dichterin bezeichnet wird, erschien Goldblatts Sammlung Liefdes kransie 16 Jahre früher. Allerdings handelt es sich bei diesem Band eher um Kinderverse, die für Schüler der Grund- und Mittelschule geeignet sind. Sie dichtete auch Percy Bysshe Shelleys The Cloud nach. Mit der zweiten Ausgabe von Wolf en jakhals versies endete ihre wenig erfolgreiche dichterische Laufbahn. Einige ihrer Verse sind in den Sammlungen Nuwe klein verseboek und in der Anthologie Die Afrikaanse poësie in 'n duisend en enkele gedigte des niederländischen Schriftstellers Gerrit Komrij enthalten.
Als Herausgeberin gab sie neben den Langenhovenschen Werken zusammen mit Louis Herrman gab sie Janus: A bilingual anthology / 'n Tweetalige bloemlesing heraus, in der Werke bekannter südafrikanischer Autoren in Englisch und Afrikaans vorgestellt werden. Sie schrieb auch Artikel für südafrikanische jüdische Zeitungen, wie The Zionist Record und Hashalom. Für die südafrikanische zionistische Jugendbewegung Habonim Dror Southern Africa entwarf sie ein Bildungsprogramm zu Afrikaans und Literatur in Afrikaans.
Im Jahr 1964 erhielt sie die „Molteno-Medaille“ der Cape Tercentenary Foundation in Anerkennung ihrer Arbeit als Verwalterin von Langenhovens literarischem Vermächtnis.
Kurz nach den Feierlichkeiten zum 100. Geburtstag Langenhovens begann sie ihr Augenlicht zu verlieren und verbrachte die letzten Monate ihres Lebens in der Stikland institution, wo sie 1975 verstarb. Ihr sterblichen Überreste wurden auf dem Gelände von Langenhovens Anwesen Arbeidsgenot in Oudtshoorn beigesetzt.

## Werke
- Liefdes kransie. H. J. de Bussy, Pretoria, Amsterdam 1920.
- Mit Hans Anton Aschenborn (Illustrationen): Wolf en jakhals versies I: Beer is gulsig en Jakkals is slim. De National Pers, Phoenix, Kapstadt 1980, ISBN 0-620-04802-6.
- Mit Hans Anton Aschenborn (Illustrationen): Wolf en jakhals versies II: Leeu is kwaad en Jakkals lag. Lynn East, Phoenix, Kapstadt 1980, ISBN 0-620-04803-4.

Als Herausgeberin:
- C. J. Langenhoven: Versamelde werke, 15 Bände. Hrsg.: Sarah Goldblatt. De Nasionale Pers Beperkt, Kapstadt 1933.
- Sarah Goldblatt und Louis Herrman (Hrsg.): Janus: A bilingual anthology / 'n Tweetalige bloemlesing. S. A. Cultural Publications, Kapstadt 1962.